# Chikkanasabi, Badami
Chikkanasabi là một làng thuộc tehsil Badami, huyện Bagalkot, bang Karnataka, Ấn Độ.